# John Pender

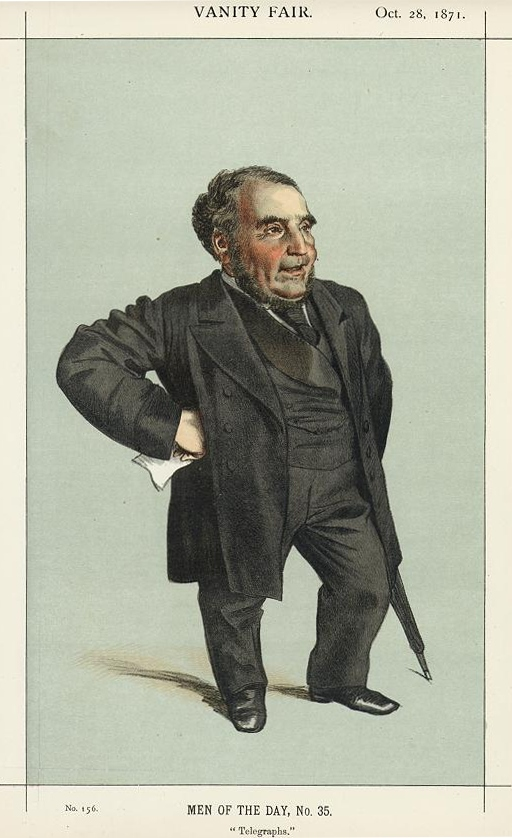
Karikatur in der Vanity Fair (28. Oktober 1871)

Sir John Pender (* 10. September 1816 in Bonhill; † 7. Juli 1896 in Foots Cray) war ein schottischer Politiker und Unternehmer.

## Leben
John Pender wurde im schottischen Council Area West Dunbartonshire geboren. Im Jahr 1824, er war noch keine neun Jahre alt, zog seine Familie ins 25 km weiter südöstlich liegende Gorbals (damals ein Vorort von Glasgow), wo er anschließend bis 1830 die Glasgow High School besuchte. Danach begann er eine Lehre in einem Modellbauunternehmen in Bonhill und wurde am 10. September 1837, seinem 21. Geburtstag, dort zum Leiter der Fabrikation ernannt. Kurze Zeit später heiratete er Marion Cairns (1819–1841). Am 28. September 1841 wurde sein Sohn geboren, James Pender (1841–1921). Noch im selben Jahr starb seine Ehefrau am 16. Dezember, ihrem 22. Geburtstag, möglicherweise an den Folgen der Geburt.
Am 1. Januar 1844 verließ er Schottland und zog nach Manchester. Hier gründete er sein eigenes Textilunternehmen, die John Pender & Co. Das schnell florierende Geschäft umfasste den Ankauf von Rohgeweben, die Weitergabe an Bleichereien, Färbereien und Textildruckereien sowie den Export der Fertigprodukte nach Indien und China. Sein Vater, James Pender, hatte ebenfalls in Glasgow eine eigene Firma, die James Pender & Co. Als dieser im Jahr 1850 in den Ruhestand ging, integrierte John dessen Unternehmen in sein eigenes.
Am 9. Juni 1851 heiratete er Emma Denison. Es war das Jahr, in dem mit der Telegrafenlinie Dover–Calais die weltweit erste kommerziell erfolgreiche submarine Telegrafenlinie in Betrieb genommen wurde. Dazu war ein Seekabel quer durch den Ärmelkanal verlegt worden. Im folgenden Jahr 1852 empfahl ihm seine Ehefrau den Erwerb von Anteilen an der English and Irish Magnetic Telegraph Company (E&IM). Diese im selben Jahr gegründete Telegrafengesellschaft hatte Unternehmenssitze in Liverpool und Dublin und plante die Errichtung einer entsprechenden Kabelverbindung zwischen England und Irland. Hierzu waren 1851 und 1852 zwei Versuche gemacht worden, die jedoch beide nicht erfolgreich waren. Daraufhin wurde die E&IM beauftragt, ein neues Kabel zu verlegen. Dies geschah unter der technischen Leitung des englischen Elektroingenieurs Charles Bright (1832–1888). Das Kabel wurde von Portpatrick an der schottischen Westküste nach Donaghadee an der Ostküste Irlands über eine Entfernung von 35 km (Luftlinie) verlegt und am 23. Mai 1853 erfolgreich in Betrieb genommen.
Pender hatte dieses Projekt aufmerksam verfolgt und leitete 1857 die Fusion der E&IM mit der British Telegraph Company zur British and Irish Magnetic Telegraph Company ein, deren Vorstandsvorsitzender er wurde und bis 1868 blieb, bevor es 1870 durch den Postmaster General verstaatlicht wurde. Das Telegrafenwesen im Vereinigten Königreich unterstand danach dem General Post Office (GPO).

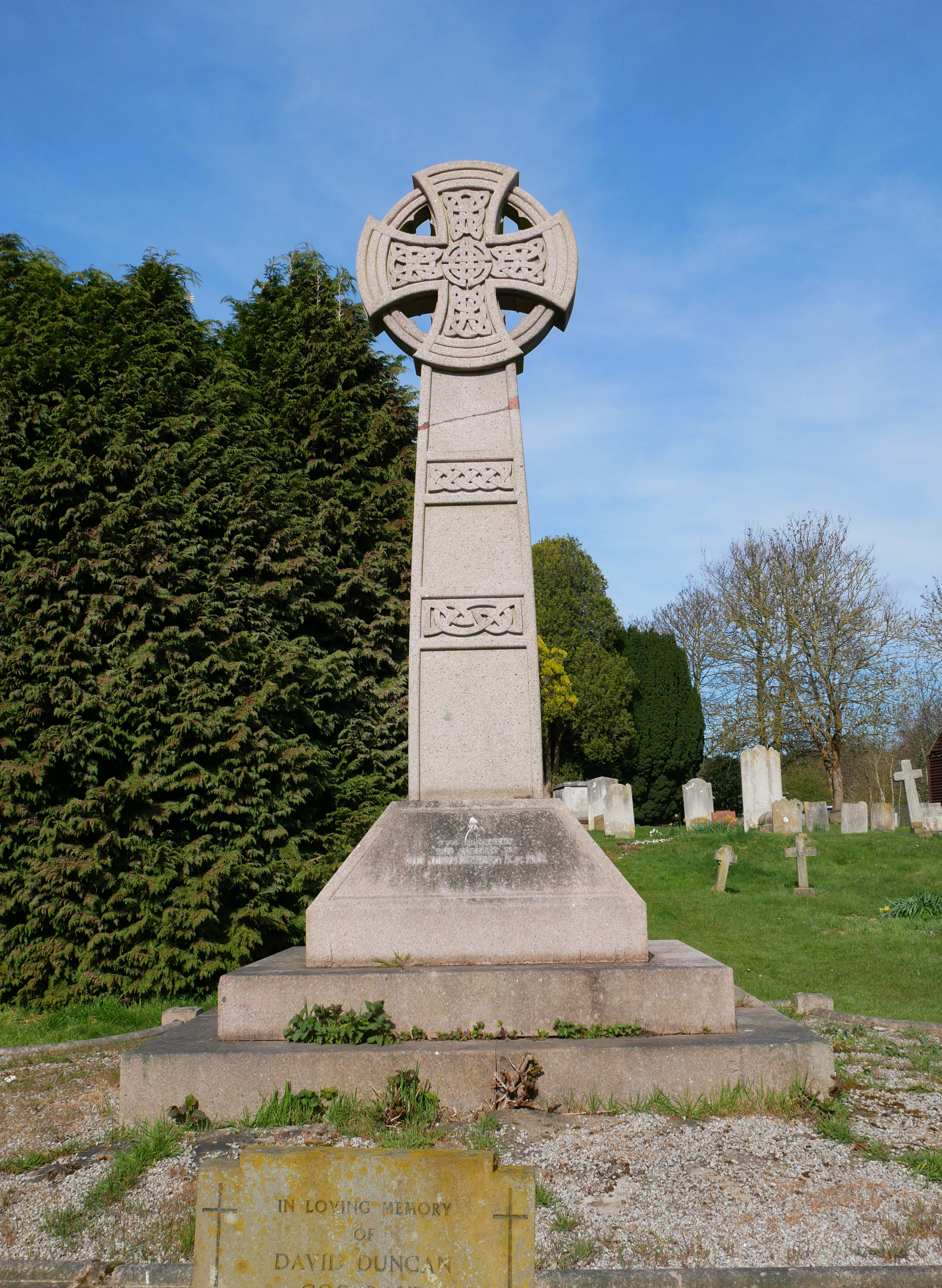
Grabdenkmal zu seinen Ehren auf dem Friedhof der All Saints Church in Foots Cray (2020)

Sir John Pender starb im Alter von 79 Jahren und wurde auf dem Kirchfriedhof All Saints Churchyard in Foots Cray bestattet. Ihm zu Ehren wurde dort ein Denkmal in Form eines Keltischen Kreuzes errichtet (Bild).
Die 1885 im Thurston County des US‑Bundesstaats Nebraska gegründete Stadt Pender wurde nach ihm benannt.